# ルンド大学
ルンド大学（ルンドだいがく、英語: Lund University、スウェーデン語: Lunds universitet）は、スウェーデン南部に位置するスコーネ県ルンド市の大学。創立は1666年であり、現在のスウェーデン領土内の大学としては2番目に古い。古名：アカデミア・カロリーナ (Academia Carolina)。ウプサラ大学、ヨーテボリ大学、ストックホルム大学、チャルマース工科大学などと共に、スウェーデン屈指の名門大学として知られ、QS World University Rankingsでは、2013年に67位(国内・北欧圏共に1位)にランクインされている。学術研究分野において質・量ともに優れた大学が加盟する事ができるヨーロッパ研究大学連盟に所属している。
メインキャンパスはルンド市内にあるが、同じスコーネ県内の都市であるマルメとヘルシンボリにもキャンパスをもつ。
大学の国際化にも注力しており、世界50以上の国に660を超える協定校を持つ。2014年は大学院修士課程に於けるスウェーデン留学志願者の内、3分の1以上がルンド大学を志望した。
日本との交換留学の協定校は、国公立大学では東北大学、九州大学、東京科学大学、徳島大学、三重大学、岐阜大学など、私立大学では早稲田大学、立命館大学、慶應義塾大学など。

## 略歴

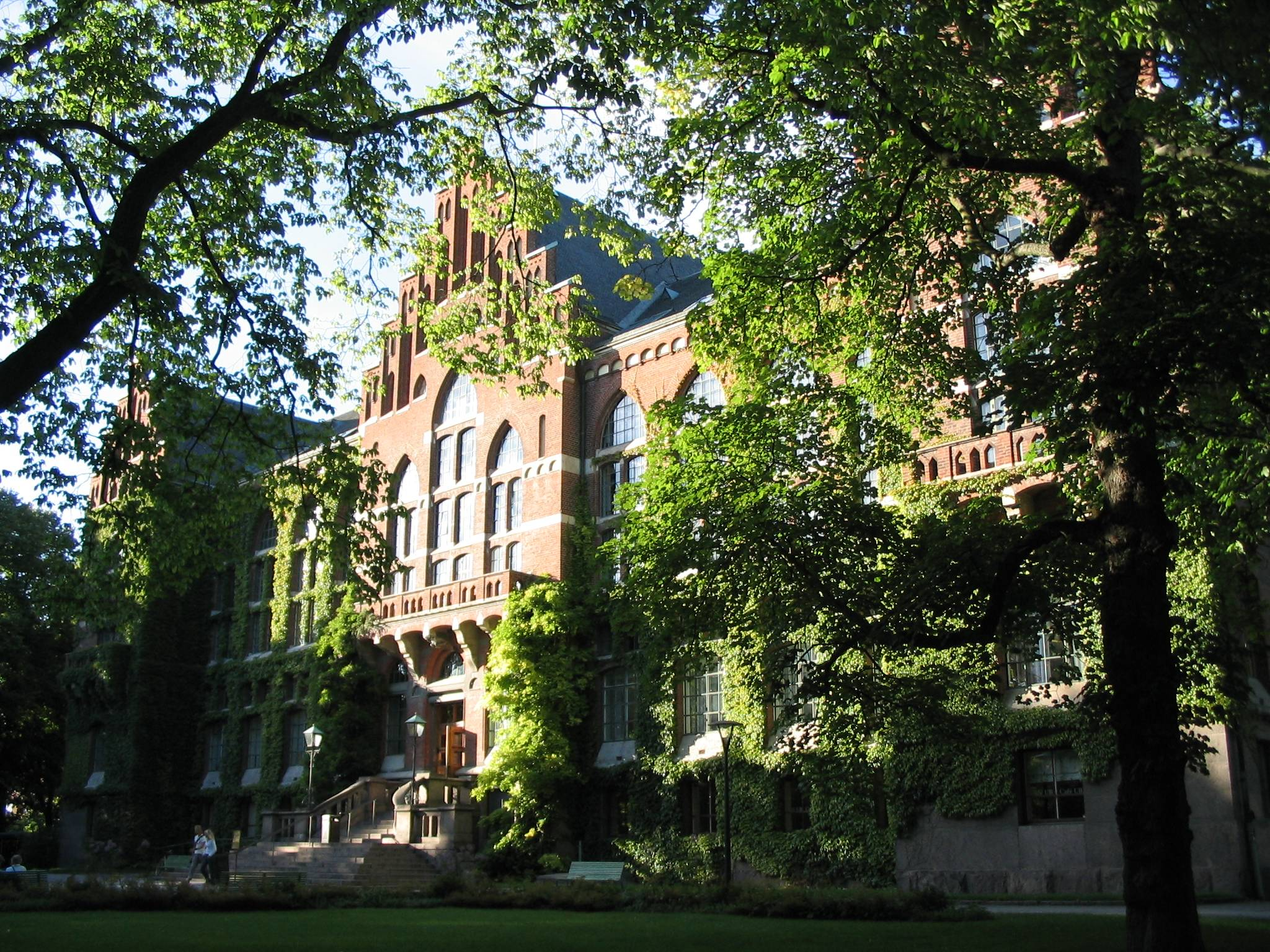
ルンド大学の大学図書館

北方戦争の際、1658年にデンマークのロスキレでロスキレ条約が結ばれ、ルンドを含むスコーネ地方がスウェーデンに譲渡された。同年カール10世グスタフがルンドを訪ね、ルンドのビショップに会い、スコーネ地方での大学設立を申し出た。しかしカール10世グスタフが躊躇したために、後継者のカール11世による独裁政体の始まりまでその成立は遅れることとなった。1666年12月19日にルンド大学が創立されたが、公式な開会式は1668年1月28日に行われた（カール11世の聖名祝日)。
1676年にスコーネ戦争が発生するにつれてルンド大学が1682年まで停止していた。

## 教育および研究
ルンド大学に於ける講義の多くはスウェーデン語で行っているが、英語で行っている授業も少なくない。2014年時点で英語で行われているプログラムは学部で5つ、大学院修士課程では90を超える。

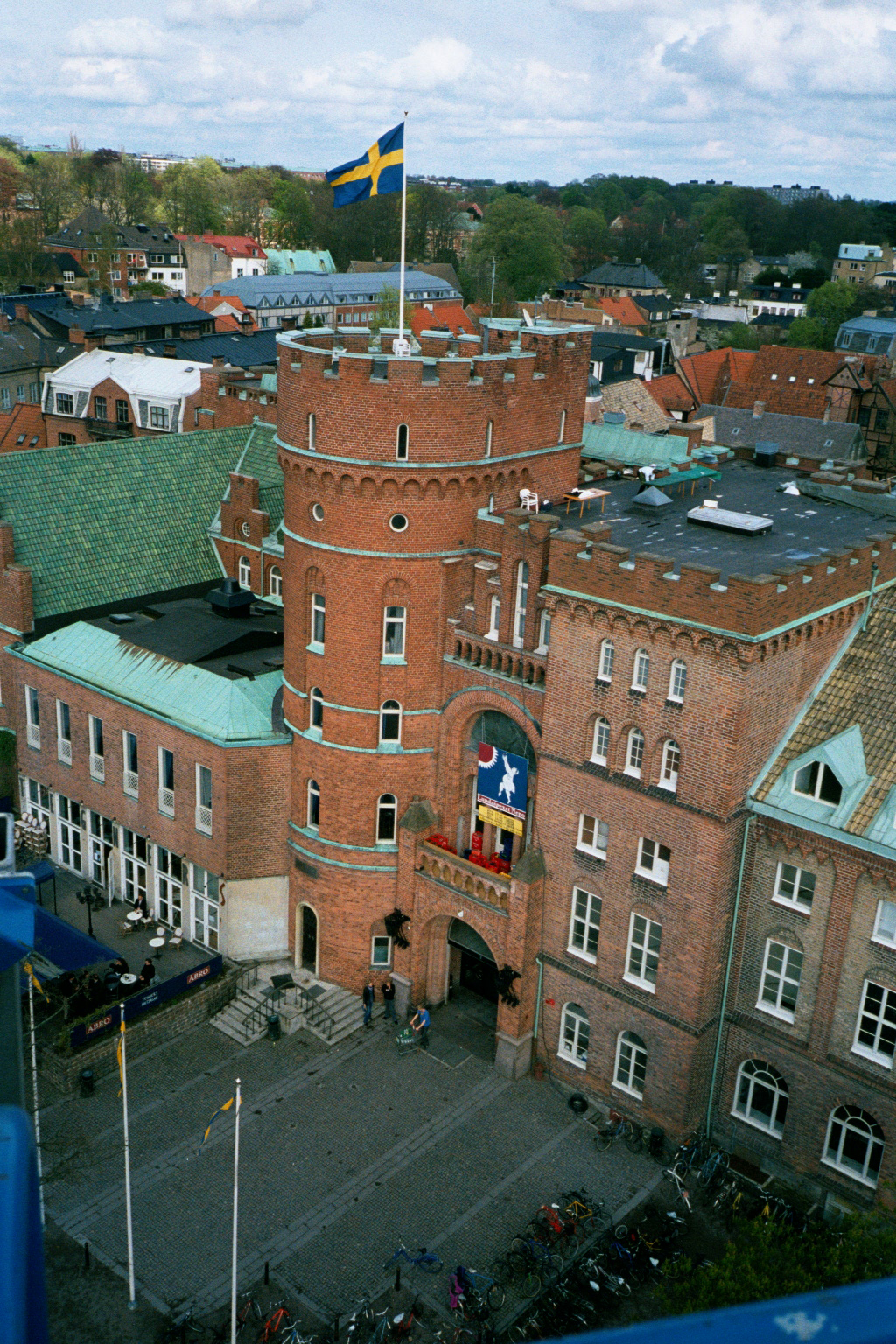
ルンド大学の学生自治会の「城」(AF-borgen)

### 組織

#### 学部
- 法学部
- 社会科学部
- 人文・神学部
- 経済経営学部 (Lund School of Economics and Management)
- 工学部 (Lund Institute of Technology)
- 理学部
- 医学部
- 芸術学部
- イングヴァル・カンプラード・デザインセンター

## 学生生活

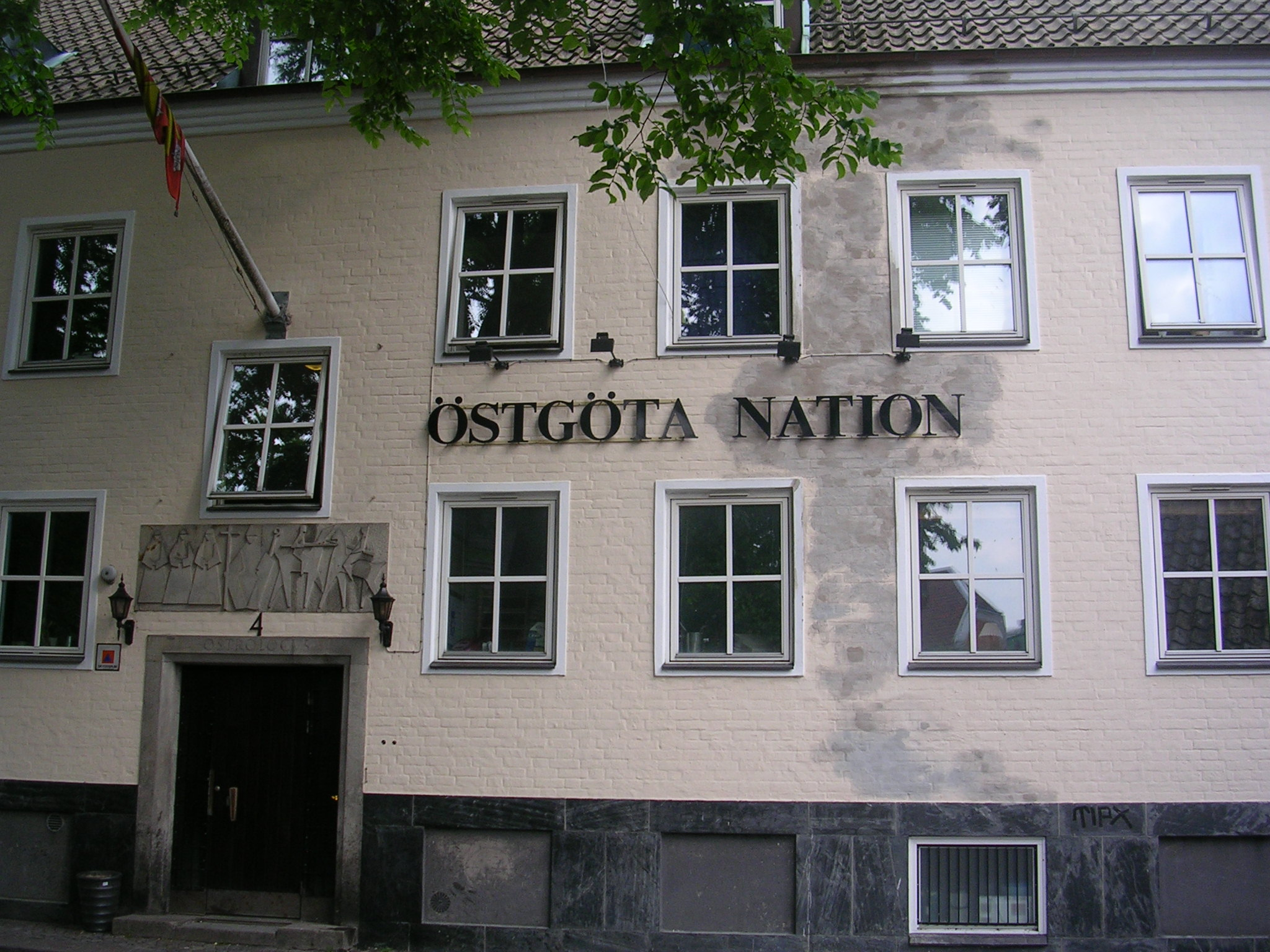
エステルイェートランド・ネーション

### ネーション
ルンド大学の学生たちは「ネーション」と呼ばれる学生クラブに入ることが通常である。ネーションは元々、同じ地方出身者の集まりとして形成されていたことから、それぞれスウェーデンの県から名付けられていた。現在では、出身などとは関係なく、半年に一度会費を納めることでどの地方のネーションへも所属することが出来る。ネーションでは、クラブ活動のようなことも行われる一方で、ナイトクラブやパブなどといったイベントが盛んに催され、こうした活動が主体となりつつある。現在ルンド大学には13のネーションが存在する。尚、ネーションにてスタッフとして働く場合を除き、所属ネーションに関係なく、ナイトクラブ等を目的とし他ネーションへ出入りすることも可能である。

### 学生住宅

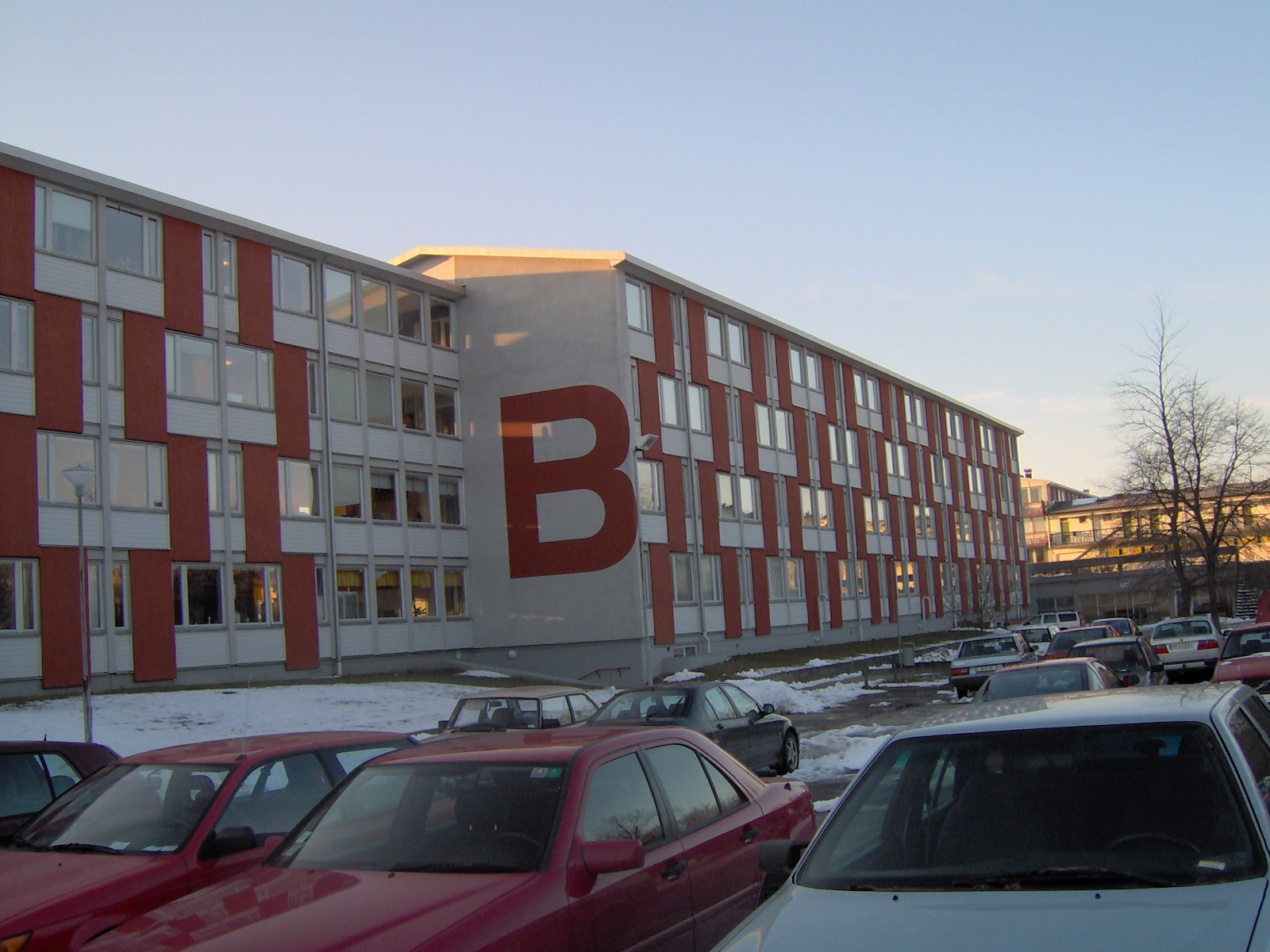
デルフィ、寮の部屋1000部屋とアパート300軒以上で北欧の最も学生の多い寮

ルンド大学はAF住宅という組織により大学生向けの寮を数多く備えている。この全ての寮を合わせると部屋数は約5,600にのぼるが、ルンド大学の4万人以上の学生に比べれば不足している。住宅希望者名簿に登録した後、希望する住居を得られるまで待つ必要があり、実際に入寮するまで一定期間かかることも通常である。

## 主な出身者
- エサイアス・テグネール
- ラース・ホゥールマンデル
- ヨハネス・リュードベリ
- クヌート・ヴィクセル
- エリーアス・マグヌス・フリース
- ザミュエル・フォン・プーフェンドルフ
- ラース・ヘルマンダー
- ハーンス・アルフレッドソン
- アルベルト・ビクトル・ベックルンド
- トルステン・ヘーゲルストランド
- ペル・イングヴァール・ブローネマルク
- ビョルン・ウルヴァース

### ノーベル賞受賞者
- ベルティル・オリーン
- マンネ・シーグバーン
- スネ・ベリストローム
- アービド・カールソン

### スウェーデン首相
- アルヴィド・ポッセ 1880-1883
- ターゲ・エルランデル 1946-1969
- イングヴァール・カールソン 1986-91, 1994-96

### 日本関係ルンド大学出身者
- 木下康仁
- 斉藤弥生
- 山井和則
- 児玉克哉
- 森永晴彦
- 川島洋一
- 井川靖彦